# Tapio Sipilä
Tapio Sipilä est un lutteur finlandais spécialiste de la lutte gréco-romaine né le 26 novembre 1958 à Kiiminki.

## Biographie
Tapio Sipilä participe aux Jeux olympiques d'été de 1984 à Los Angeles dans la catégorie des poids légers et remporte la médaille d'argent. Quatre ans plus tard, lors des Jeux olympiques d'été de 1988 à Séoul, il remporte la médaille de bronze dans la même catégorie de poids.